# Poema de salvación
Poema de salvación (en inglés: The Salvation Poem) es una película cristiana argentina. Se realizó bajo la dirección de Brian Dublin, y está basada en la vida del cantante argentino de música cristiana Pablo Olivares.
La película fue vista por 500 000 personas en Estados Unidos y México, y en 2011 el equipo de producción obtuvo el premio Arpa por "Mejor DVD, cortometraje o largometraje del año". La película ha sido proyectada en más de 18 países de América Latina.
En la Argentina y el Perú, el estreno oficial de la película se produjo el día 19 de noviembre de 2009.

## Argumento
Pablo Olivares es un niño talentoso e inquieto, nacido en una familia cristiana. Carmen, su madre, dedica su tiempo a educarlo conforme a los principios bíblicos y cultiva en él desde pequeño el amor por la música. Roberto, su padre, se concentra principalmente en sus negocios, lo que lo mantiene distante de la vida de Pablo. Ante la ausencia emocional de su padre, Pablo se junta con amigos que lo introducen al mundo del rock'n'roll y comienza a sentirse atraído hacia el ocultismo. Su habilidad para la música se hace evidente y aunque Carmen cree en su talento, el rock es un asunto que ella no apoyará.
El dolor de la ausencia paterna y el rechazo de su madre ante sus sueños, fermentan en Pablo un odio que se torna lentamente hacia Carmen y la religión que ella profesa. Llevado por su ambición de triunfar en la música, Pablo decide pactar con el diablo. Carmen intenta todo para restablecer la relación con su hijo, y fiel a sus principios, ora incesantemente por él durante catorce años. La confrontación constante entre Pablo y su madre pronto deja de ser un asunto meramente familiar y se convierte en un campo de batalla espiritual por el alma del joven.

## Reparto
Esta lista incluye el reparto completo de los personajes de la película:
- Fernando Rosarolli es Roberto.
- Irina Alonso es Carmen.
- Gonzalo Senestrari es Pablo.
- Gian Franco Apóstolo es Ángel (Mejor amigo de Pablo).
- Sapha Arias es Esperanza (joven) (Ángel enviada a luchar por el alma de Pablo).
- Soledad Beilis es Andrea.
- Francisco Civit es el Pastor.
- Fernanda Ganz es Lorena.
- Sebastian Blanco Leis es Dean.
- Felicitas Pasquale es Andrea (niña).
- Santos Lontoya es Rony.
- Lilia Pardo es Esperanza (Ángel enviada para consolar a Cármen).
- Mirko Sarina es Pablo (niño).
- César Laino es el Secuestrador.
- Fernando Armani es el Profesor de Música.
- Kevin Schiele es el Profesor de Literatura.
- Diego Lubinert es Abel Black.

## Banda sonora
Ver: Poema de salvación (banda sonora)
Esta lista incluye la lista completa de la banda sonora de la película:
| - Pablo Olivares - Luz en Mi Vida - Pablo Olivares - Nada para el Rock and Roll (Interpretada por el personaje Abel Black) - Pablo Olivares - Somos Tu Generador (Interpretada por Halógena) - Pablo Olivares - Poema de Salvación (Versión Punk) - Pablo Olivares - Desenlace del Final | - Pablo Olivares - Vuelvo a Ti (Eternal) (Interpretada por Halógena) - Pablo Olivares - Voy a Entregar Mi Corazón - Pablo Olivares - Poema de Salvación (Versión Folk) - Marcos Witt - Sobrenatural - Halógena - Madre - Halógena - Chupacabras |

## Polémica
Tras su lanzamiento, muchas personas se cuestionaron sobre el personaje de Abel Black. Algunos dijeron que el personaje estaba basado en Gustavo Cerati, sin embargo, los productores del filme aseguraron que el personaje está basado en varios artistas que influyeron en la vida musical de Pablo Olivares y donde está incluida la banda Soda Stereo.

## Premios
| Año  | Premio       | Categoría                                      | Estado  | Ref.   |
| ---- | ------------ | ---------------------------------------------- | ------- | ------ |
| 2011 | Premios Arpa | Mejor DVD, largometraje o cortometraje del año | Ganador | [ 12 ] |